# Tanjung Kuaw
Tanjung Kuaw is een bestuurslaag in het regentschap Seluma van de provincie Bengkulu, Indonesië. Tanjung Kuaw telt 595 inwoners (volkstelling 2010).